# Mikhail Gordeichuk
Mikhail Gordeichuk (Saran, 23 de outubro de 1989) - é um futebolista cazaque naturalizado bielorrusso que joga como atacante. Atualmente, joga no Dinamo Brest. Gordeichuk também atua pela Seleção Bielorrussa de Futebol.

## Títulos

### BATE Borisov
- Vysshaya Liga: 2011, 2014, 2015, 2016
- Copa da Bielorrússia: 2015–16
- Super Copa da Bielorrússia: 2011, 2015, 2016, 2017

### Dinamo Brest
- Vysshaya Liga: 2019